# Siricius
Siricius (* um 334 in Rom; † 26. November 399) war Bischof von Rom von Dezember 384 – möglicherweise ab dem 17. Dezember – bis zu seinem Tod. Er war der erste Amtsinhaber, der den Titel Papst als Eigenbezeichnung führte. In der katholischen Kirche wird er als Heiliger verehrt. Sein Gedenktag ist der 26. November.

## Leben
Sein Name bedeutet aus der Stadt Siris stammend (griech.-latein.). Er war Römer und bereits seit Liberius im Dienst der Kirche. Er war vor seiner Wahl einer der römischen Diakone; sein Gegenkandidat war der Presbyter Hieronymus, der ihn als einfältig darstellte. Er wurde einmütig gewählt und mit Blick auf den Gegenpapst Ursinus am 25. Februar 385 von Kaiser Valentinian II. bestätigt.

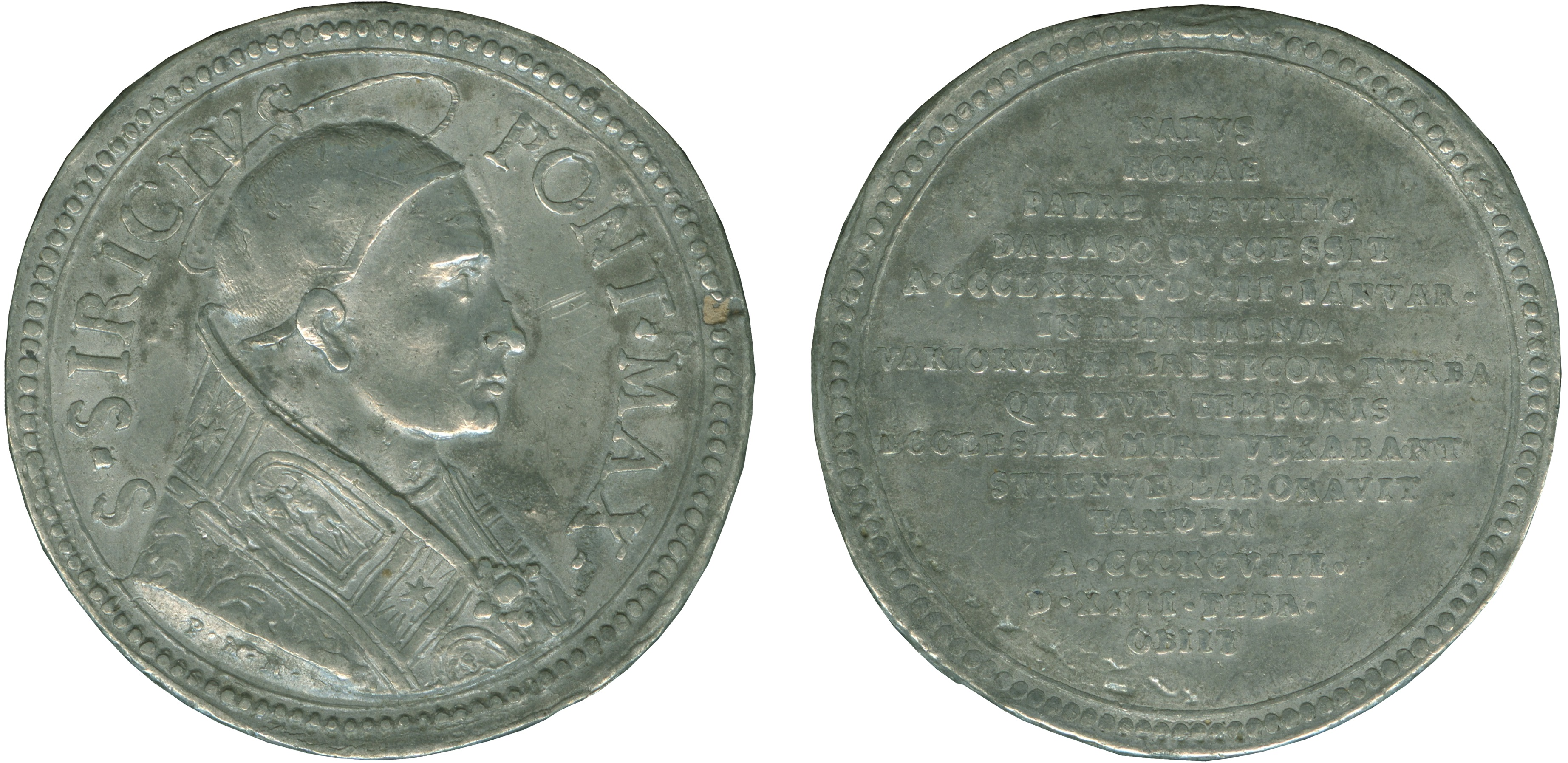
Neuzeitliche Zinnmedaille des Siricius

## Kirchenpolitik
Siricius betonte erfolgreich die Vorrangstellung des Patriarchen von Rom vor den übrigen Patriarchen. Während seine Vorgänger ihre Schreiben meist im Stil väterlicher Ermahnung und Erbauung verfassten, schrieb Siricius im amtlichen Kanzleistil im Befehlston und ohne juristische Begründung. Im Selbstbewusstsein, die Sorge für alle Kirchen übertragen bekommen zu haben, erließ er als Erster päpstliche Dekrete zu Liturgie und Disziplin, die er im Rang von Synodenbeschlüssen sah. 
Siricius missbilligte wie Ambrosius von Mailand scharf die Hinrichtung des als Häretiker zum Tode verurteilten Theologen Priscillian. Bonosus und Jovinianus wurden verurteilt. 395 weihte Siricius den Neubau von Sankt Paul vor den Mauern.

## Directa ad decessorum
Sein bekanntestes Schreiben ist das an Himerius von Tarragona aus dem Jahr 385 (Incipit: Directa ad decessorem; Jaffé-Nummer: JK 255); es gilt als erste erhaltene Dekretale. Siricius beantwortet darin vierzehn Fragen, die der Adressat an seinen mittlerweile verstorbenen Amtsvorgänger Damasus gerichtet hatte. Siricius thematisiert unter anderem das Verbot der Wiedertaufe der bekehrten Arianer, Ehe und Sexualität des Klerus (Zölibat), Ostern und Pfingsten als Tauftermin und die Buße.